# Мелешувка
Мелешувка (пол. Mieleszówka) — село в Польщі, у гміні Дорухув Остшешовського повіту Великопольського воєводства.
У 1975-1998 роках село належало до Каліського воєводства.